# Агапий Галатищки
Агапий Галатищки (на гръцки: Αγάπιος ο εκ Γαλατίστης) е гръцки светец, новомъченик.

## Биография
Роден е в 1710 година в Галатища, тогава в Османската империя, днес Гърция. Ръкоположен е от патриарх Партений Йерусалимски (1737 – 1766) за свещеник на Божи гроб. След това Агапий е изпратен в Солун. По време на престоя си преподава в градското училище. В 1742 година Партений Йерусалимски изпраща Агапий в Москва да събере средства, за да се покрие дълга на патриаршията. Агапий се завръща в Солун, където преодължава да преподава. Убит е на 18 август 1752 година край Солун.